# Catherine Quittet
Catherine Quittet, née le 22 janvier 1964 à Megève, est une skieuse alpine française, originaire de Notre-Dame-de-Bellecombe.
Elle fut porte-drapeau de l'équipe de France aux Jeux olympiques d'hiver de 1988 à Calgary.
Après sa carrière sportive, elle intègre l’École de management de Lyon et reprend, en 2000, le magasin familial de location de ski.

## Coupe du monde
- Meilleur résultat au classement général : 9e en 1988[2].
  - 7 podiums dont 2 victoires : 1 super-G et 1 géant[3].

### Saison par saison
- Coupe du monde 1980 :
  - Classement général : 53e
- Coupe du monde 1981 :
  - Classement général : 67e
- Coupe du monde 1983 :
  - Classement général : 43e
- Coupe du monde 1984 :
  - Classement général : 43e
- Coupe du monde 1985 :
  - Classement général : 21e
- Coupe du monde 1986 :
  - Classement général : 38e
- Coupe du monde 1987 :
  - Classement général : 10e
    - 1 victoire en super-G : Pfronten
- Coupe du monde 1988 :
  - Classement général : 9e
    - 1 victoire en géant : Piancavallo
- Coupe du monde 1989 :
  - Classement général : 21e
- Coupe du monde 1990 :
  - Classement général : 30e

## Championnats du monde juniors
Catherine Quittet ne participe qu'a une édition des championnats du monde juniors, la première en 1982 à Auron, où elle est titrée en descente.
| Épreuve / Édition | Auron 1982 |
| Descente          | Or         |
| Géant             | 6e         |

## Championnats de France
Elle a été 8 fois Championne de France Elite dont : 
- 2 fois Championne de France de Descente en 1981 et 1986
- 2 fois Championne de France de Super G en 1988 et 1989
- 2 fois Championne de France de Slalom Géant en 1988 et 1989
- 2 fois Championne de France de Combiné en 1980 et 1988